# NGC 3385
NGC 3385 ist eine linsenförmige Galaxie vom Hubble-Typ S0 im Sternbild Sextant. Sie ist schätzungsweise 344 Millionen Lichtjahre von der Milchstraße entfernt.
Das Objekt wurde am 9. April 1828 von John Herschel entdeckt.